# Великий даларнський танок
Великий даларнський танок (швед. stora daldansen; 22 червня 1743 року) — селянське повстання у Швеції. Назва події походить від назви ландскапу Даларна.

## Історія
У 1743 році — шведський стан селян обрав спадкоємця на престол Швеції данського кронпринца Фредеріка (березень). Інші стани обирають запропонований варіант від Росії — Адольфа I Фрідріха Гольштейн-Готторпського (травень). Селянське повстання йде з Даларну (Фалун) на Стокгольм для спротиву у виборах (11 червня). Їх виступ на площі Густава Адольфа у Стокгольмі.
Під час повстання селяни дотримувалися суворого порядку, щоб не спровокувати владу на репресивні заходи. Селяни повстали з метою протесту проти війни з Росією, вони закликали шведську армію проти людських втрат та високих цін у країні у зв'язку з витратами на війну, проти вибору шведської влади під впливом Росії, для тиску на політичну владу. У Стокгольмі вони розташували свій табір (намети).
Але влада та військові загони жорстоко придушили повстання: керівники повстанців були заарештовані, понад 100 активних учасників повстанні ув'язнені.
Адольф I Фредерік був обраний на спадкоємця престолу (23 червня). Швеція уклала мир з Росією. Східні землі від річки Кюммене та озера Саймен віддані під Росію — Абоський мирний трактат (серпень).